# General Sampaio
General Sampaio é um município brasileiro do estado do Ceará. Sua população estimada em 2019 foi de 	7.618 habitantes.

## Etimologia
O topônimo General Sampaio é uma alusão ao general Antônio de Sampaio, morto na guerra contra o Paraguai, e patrono da infantaria do exército nacional. Sua denominação original era Sítio Bom Jesus ou Boqueirão da Mãe Teresa e, desde 1936, General Sampaio.

## História
Localizado as margens do rio Curu, as terras de General Sampaio já eram habitadas pelos índios apuiarés., Com a colonização via as semarias, na época da implantação da pecuária, surgiu uma fazenda e um pequeno povoado que, até 1904, não passava de quatro casas.
Com a grande seca que assolou o Ceará em 1932, deu-se início no Boqueirão da Mãe Teresa a construção da barragem do açude General Sampaio. Esta atraiu milhares de pessoas, e logo formou-se um grande acampamento, ao mesmo tempo em que o DNOCS construía suas casas de alvenaria, dando um impulso urbano para o local. Contudo, a ocorrência de uma epidemia dizimou muitas pessoas, e os trabalhadores encarregado pelos sepultamentos chegaram a deixar defuntos no caminho do cemitério para enterrar no dia seguinte.

## Política
A administração municipal localiza-se na sede, General Sampaio.

## Geografia

### Subdivisões
O município é dividido em dois distritos: General Sampaio (sede) e vila São João.

### Clima
Apresenta clima tropical quente semiárido com pluviometria média de 780 mm, com chuvas concentradas de janeiro a abril.

### Hidrografia e recursos hídricos
As principais fontes de água são o rio Curu e o riacho Maracujá.
General Sampaio também tem um dos principais açudes cearenses, por sua grande capacidade de água que é de cerca de 322,2 milhões de metros cúbicos, que também abrange vários municípios do vale do Curu.

### Relevo e solos
A principal elevação é a serra do Bom Jesus.

### Vegetação
Predomina a caatinga arbustiva densa.

## Economia
É uma das cidades mais pobres do estado do Ceará, e sua economia está baseada na agricultura: cultivo de milho, feijão, mandioca e frutíferas; na pecuária: criação de bovinos, suínos, avícola; e nos empregos gerados pela prefeitura municipal.

## Cultura
O principal evento cultural é festa da padroeira Nossa Senhora do Rosário, mais conhecida como festa de setembro, e o carnaval, que traz vários turistas todos os anos.